# 엘 코르테 잉글레스
엘 코르테 잉글레스(El Corte Inglés)는 스페인 마드리드에 본사를 둔 유럽 최대의 백화점 그룹이자 세계 3위의 백화점 그룹이다. 주 판매원은 백화점이며 그 뒤로는 인터넷 판매이다. 가업으로 이룬 기업이다.
엘 코르테 잉글레스는 스페인과 포르투갈의 유일하게 남은 백화점 체인이며 1998년부터 국제 백화점 협회에 소속되어 있다. 스토어는 규모가 매우 큰 경향이 있고 다양한 제품을 제공한다: 스토어는 음악, 영화, 포터블 및 가전기기, 가구, 하드웨어, 책, 의상, 식용품, 자동차, 부동산 등을 판매한다.